# Valdorf
Valdorf, in Duitsland officieel genaamd: Vlotho-Valdorf, is een stadsdeel van de Duitse gemeente Vlotho (deelstaat Noordrijn-Westfalen), en telt 5.332 inwoners (31 december 2018). Het in de omgeving gelegen dal de Valdorfer Mulde is naar de plaats genoemd.

## Indeling
Het gebied bestaat uit de oude gehuchten Bonneberg, Hollwiesen, Steinbründorf, Valdorf en Wehrendorf. In feite zijn dit vier aparte dorpen geworden, waarvan Bonneberg ten westen van Vlotho-stad ligt en daarmee duidelijk noordelijker dan de andere dorpen. Valdorf is heuvelachtig; het ligt grotendeels in het Wezerbergland. Het hoogste punt van de gehele gemeente Vlotho, de top van de heuvel Bonstapel (342 meter boven zeeniveau) ligt in het oosten van dit stadsdeel.
Een in de praktijk bruikbare indeling van Valdorf kan als volgt luiden (niet alle gehuchten en buurten zijn vermeld):
- Bonneberg, ten westen van Vlotho
- Hollwiesen, ten zuiden van Bonneberg
- Valdorf-West met:
  - Bad Senkelteich, een kuuroord dat ten zuidoosten van de kern van Valdorf-West ligt
  - Linnenbeeke
- Valdorf-Ost
- Wehrendorf, ten zuiden van Valdorf-West

## Geschiedenis
Bij Valdorf-West heeft in de vroege middeleeuwen een Hünenburg geheten, op een heuveltop gelegen, walburcht bestaan.
Wehrendorf bestaat ten minste sedert het jaar 900; Valdorf en Bonneberg ontstonden in de 12e of 13e eeuw.
Op 17 oktober 1638, tijdens de Dertigjarige Oorlog, vond bij Vlotho-Valdorf een korte veldslag plaats, waarbij de katholieke keizerlijke troepen een verpletterende overwinning behaalden op de protestantse troepen van Karel I Lodewijk van de Palts en van Zweden. Het was in deze fase van de oorlog een van de zeer weinige successen voor de katholieke coalitie. In de geschiedenisboekjes wordt deze confrontatie de Slag bij Vlotho genoemd.
Te Valdorf-West, bij een boerderij met de naam Horst, werd van de 15e eeuw tot omstreeks 1920 het tamelijk zeldzame mineraal kalksinter (Horststein) als grondstof voor de bouwnijverheid gewonnen.

## Economie
De grootste industriële werkgever van de gemeente Vlotho is de firma Kannegiesser, die machines voor wasserijen produceert. In 2017 werkten in de fabriek te Vlotho-Valdorf ruim 800 mensen. Deze fabriek staat samen met talrijke kleinere bedrijven op het grote industrieterrein van Hollwiesen, dat tussen de afrit van de A2 bij Exter en de ten oosten daarvan gelegen stad Vlotho in ligt. Te Wehrendorf is sinds 1910 het atelier van een kerkorgelbouwer, met vooral regionale betekenis, gevestigd.

## Kuuroord
Ten zuidoosten van Valdorf-West komen slenken voor, waarin zich geneeskrachtige veenmodder bevindt. Vooral sedert de 19e eeuw wordt deze therapeutisch toegepast. Anders dan in bijvoorbeeld Bad Salzuflen en Bad Oeynhausen zijn hier geen deftige kuurfaciliteiten, gericht op welgestelden, ontstaan. Boeren uit de streek namen het initiatief voor het kuurbedrijf hier (Bauernbäder). Zo ontstonden, dicht bij elkaar Bad Seebruch (waar zich een ziekenhuis met de naam Weserlandklinik bevindt) en Bad Senkelteich (met de Moorland-Klinik, waar men nog steeds onder medisch toezicht therapeutische modderbaden kan nemen.) Ter plaatse is in de 20e eeuw een klein, traditioneel kuurpark aangelegd. Dit is vrij toegankelijk.

## Afbeeldingen

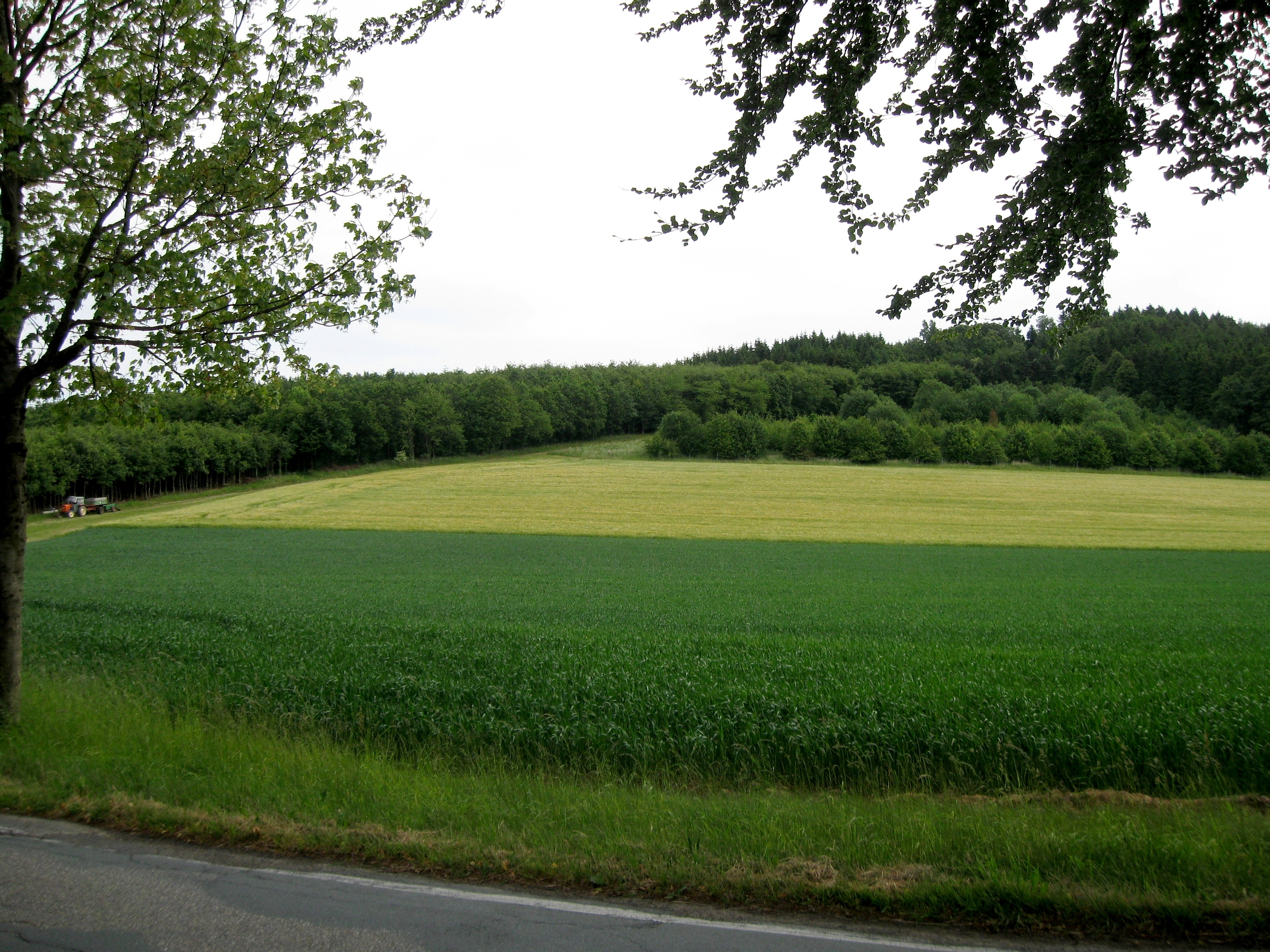
Gezicht op de heuvel Bonstapel
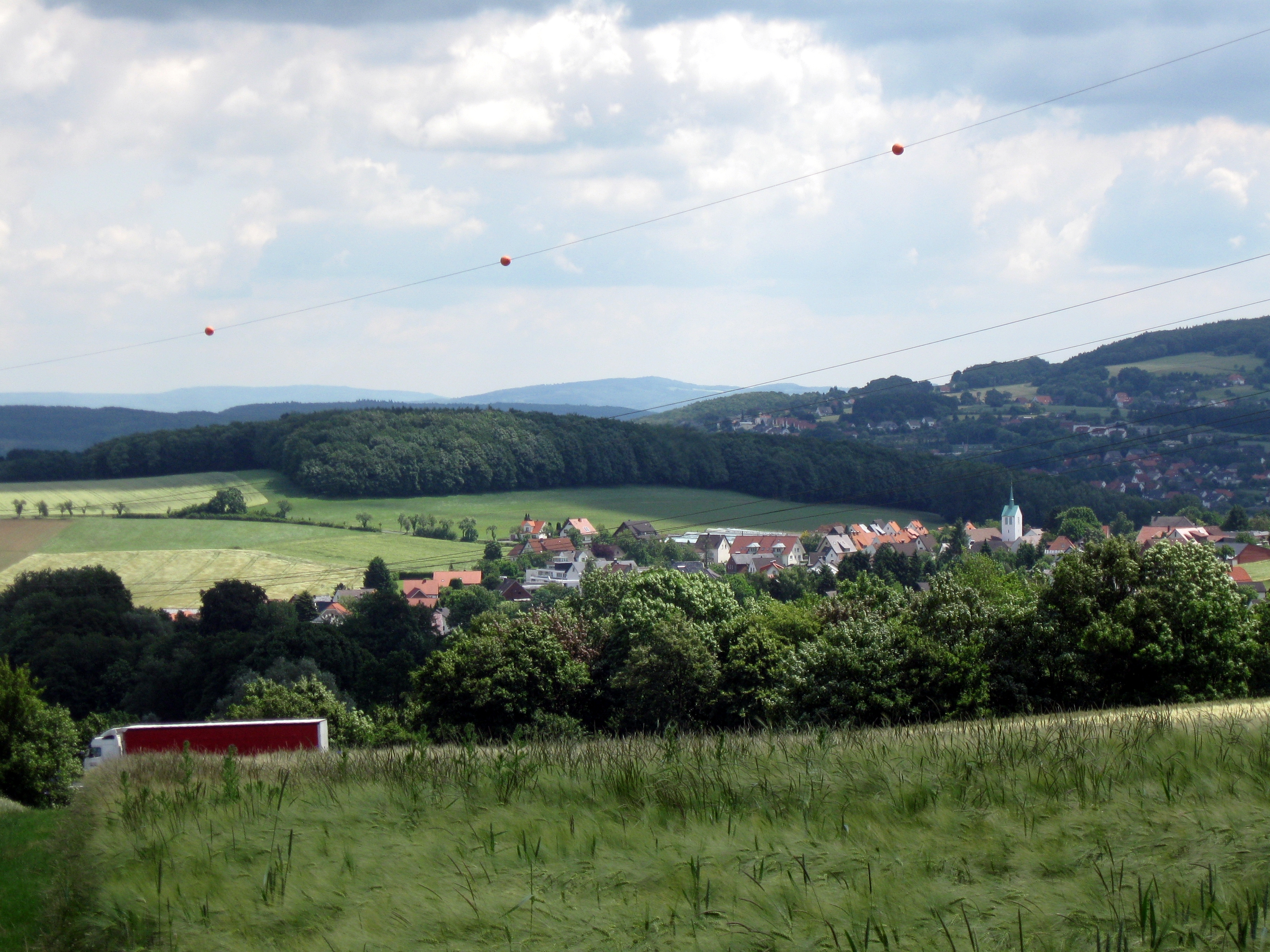
Bonneberg
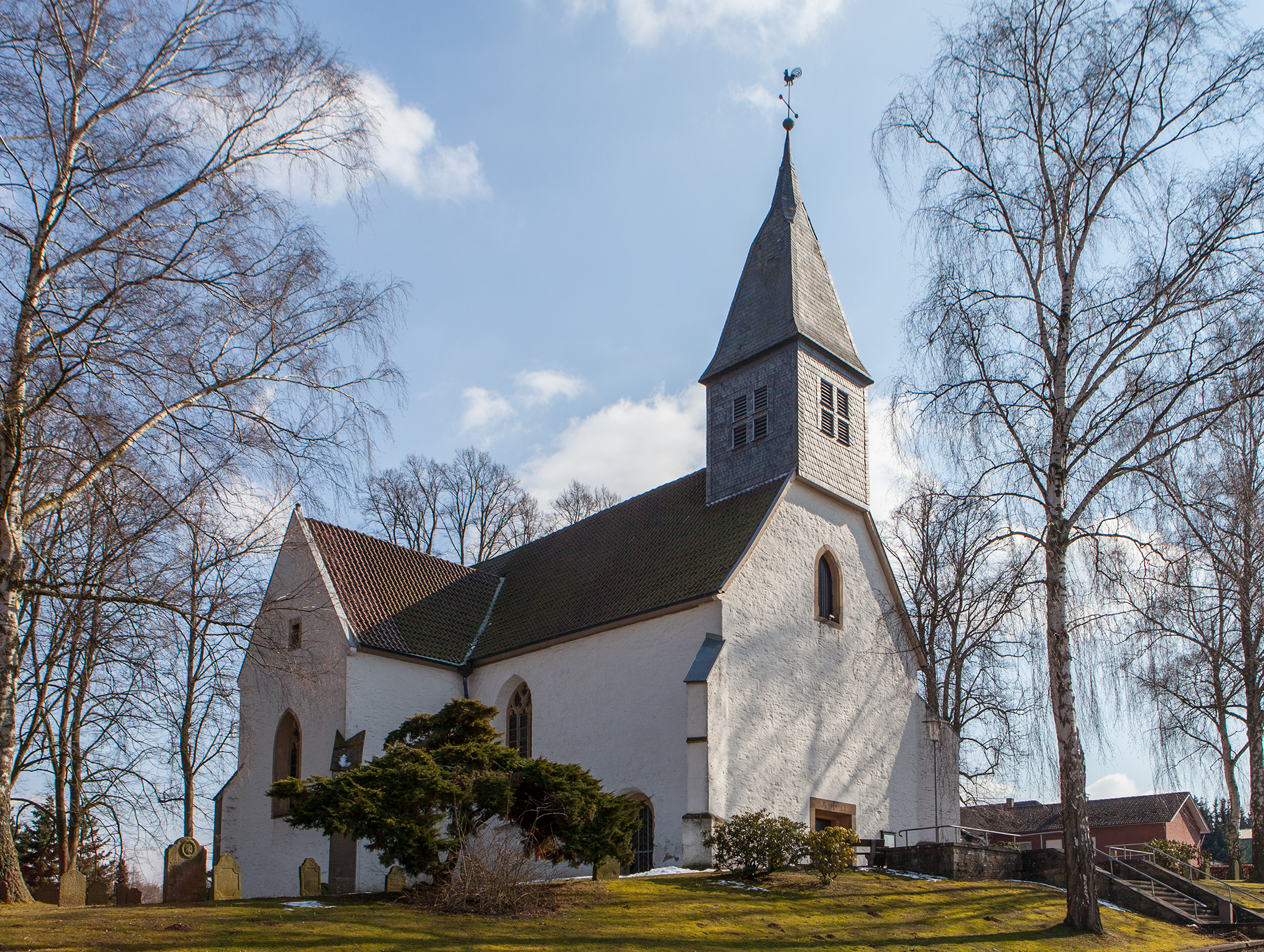
Valdorf, evang.-lutherse kerk
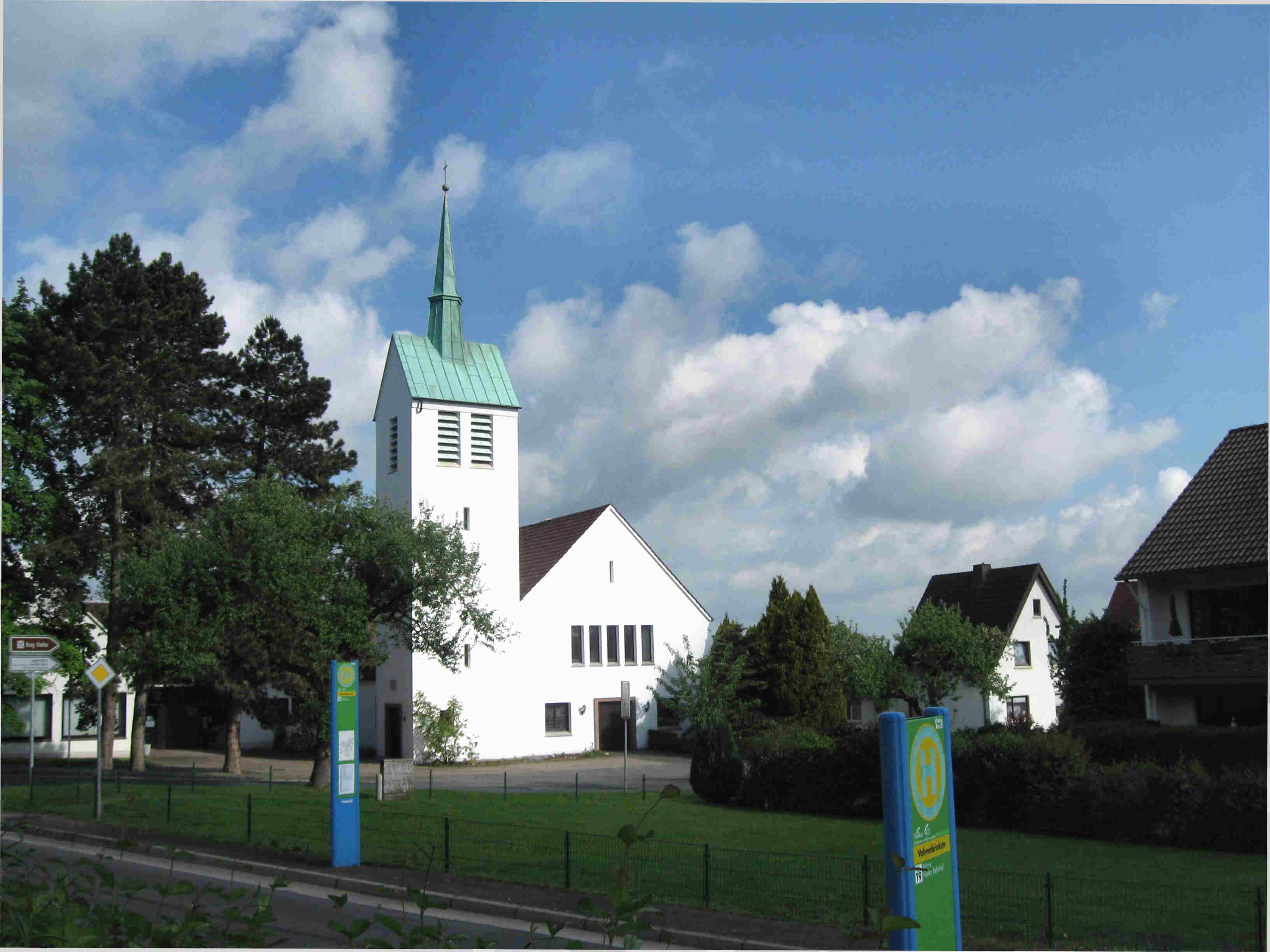
Bonneberg, evang. lutherse Jubilate-kerk (1957)
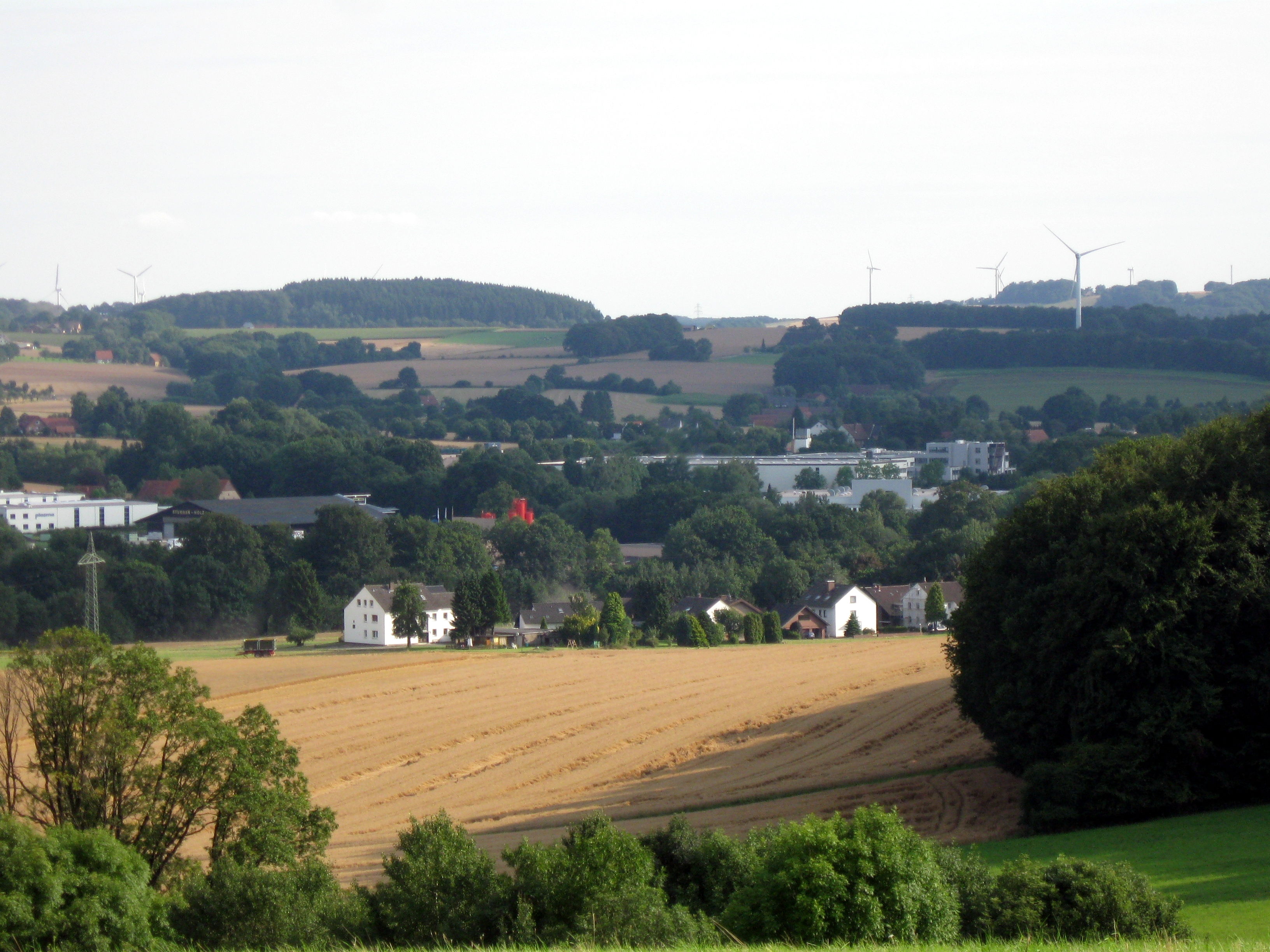
Ind.terr. Hollwiesen met de fabriek van Kannegiesser
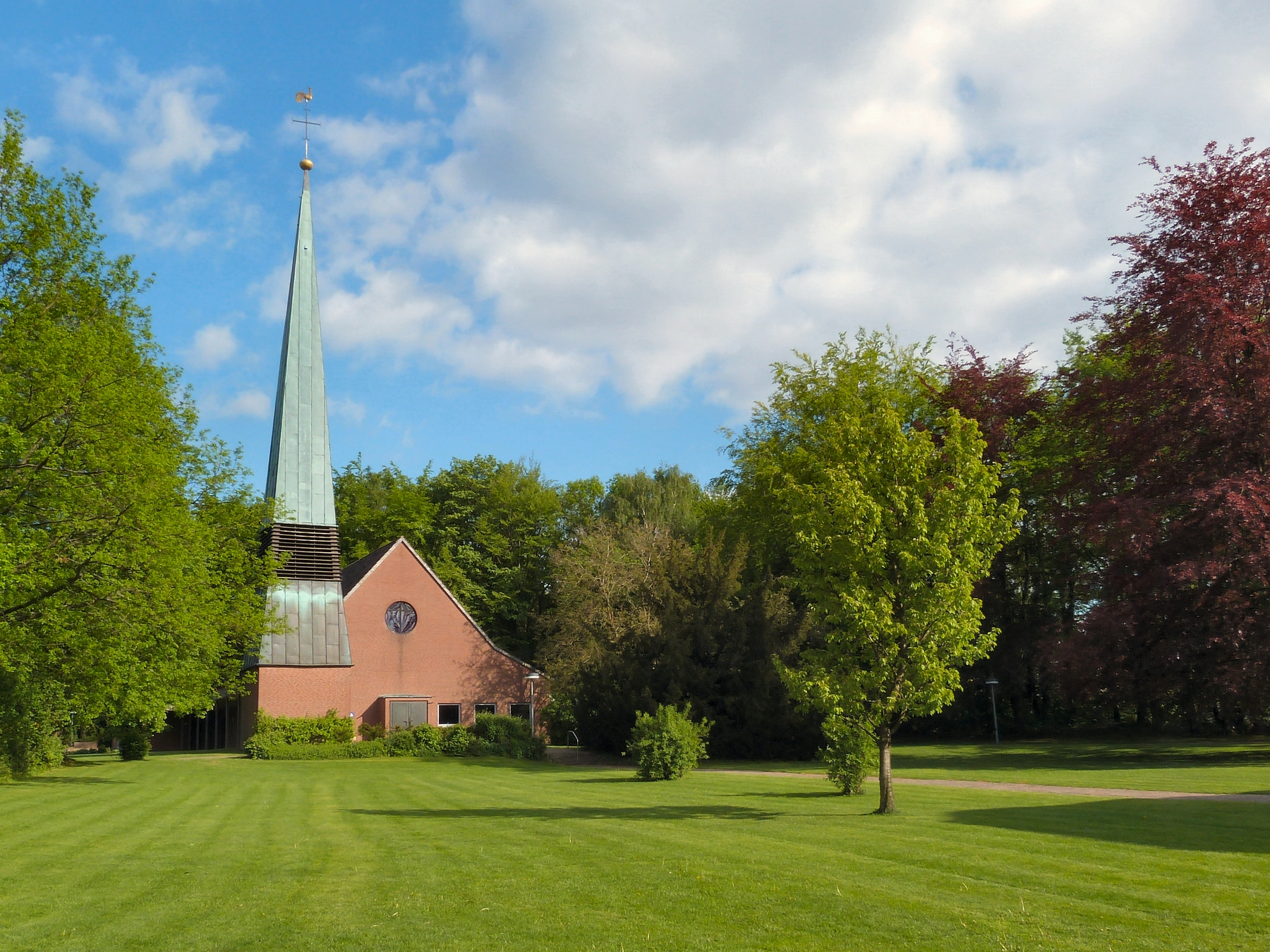
Evang.-lutherse Kreuzkirche (Kruiskerk), bouwjaar 1969, Wehrendorf
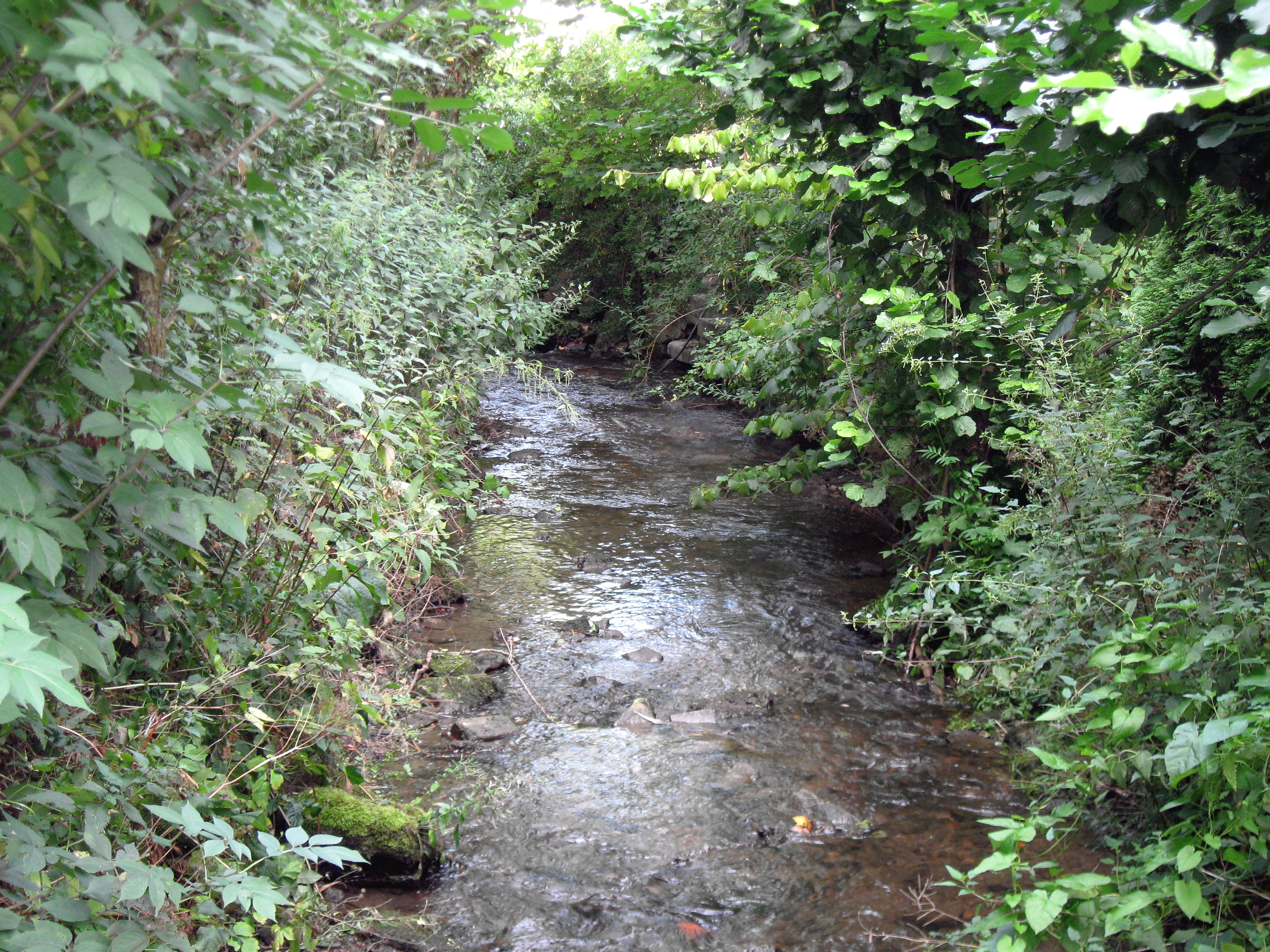
De Linnenbeeke te Valdorf (het beekdal is natuurreservaat)